# クリーリア・コン・モンテヴィアスコ
クリーリア・コン・モンテヴィアスコ（伊: Curiglia con Monteviasco）は、イタリア共和国ロンバルディア州ヴァレーゼ県にある、人口約200人の基礎自治体（コムーネ）。
スイスと国境を接する。

## 地理

### 位置・広がり

#### 隣接コムーネ
隣接するコムーネは以下の通り。括弧内のCH-TIはスイスティチーノ州所属。
- Alto Malcantone (CH-TI)
- ドゥメンツァ
- Gambarogno (Indemini) (CH-TI)
- Miglieglia (CH-TI)
- マッカーニョ・コン・ピーノ・エ・ヴェッダスカ

### 地震分類
イタリアの地震リスク階級 (it) では、4 に分類される
。

## 行政

### 分離集落
クリーリア・コン・モンテヴィアスコには、以下の分離集落（フラツィオーネ）がある。
- Alpe Cà del Sasso, Alpe Corte, Alpe Cortetti, Alpe Fontanella, Alpe Merigetto, Alpe Pian Cavurico, Alpe Polusa, Alpe Rattaiola, Alpe Rivo, Alpone, Curiglia, Madonna della Guardia, Monte Lema, Monteviasco, Mulini, Piero, Ponte di Piero, Sarona, Viasco

## 文化・観光
「イタリアの最も美しい村」クラブ加盟コムーネである。